# Молдовська література
Молдовська література — література Молдовського князівства, пізніше Запрутської Молдови, Бессарабії, Молдавської АРСР, Молдавської РСР, сучасної Республіки Молдова, створена переважно румунською (молдовською) мовою, а також література іншими мовами, створена на молдовських теренах.
Молдовська література розглядається також як складова румунської літератури.

## Історія
Створенню молдовської писемної літератури передувала багата усна народна творчість, що сформувалася в X—XI століттях: календарна й сімейна обрядова поезія («Плугушорул»), казки, героїчний епос («Гідра», «Тома Алімош», «Богатир Груя Грозован», «Міхул Копілул», «Кодряну», «Корбі»), історичні пісні («Дука Воде», «Бужор», «Тобулток»), народні легенди, прислів'я, приказки, ліричні пісні-дойни, балади («Сонце і місяць», «Багач і бідняк», «Долка»).
Найбільша пам'ятка молдовської ліро-епічної народної поезії — балада «Міоріца», різні версії якої були поширені також по всій Румунії. Боротьба проти османських завойовників відображена у баладі «Колодязь морозу», що була поширена як у Молдовському князівстві, так і в Валахії.

### Середньовіччя
Перші пам'ятки писемності з'явилися у Молдові на рубежі IX—X століть церковно-слов'янською (староболгарською) мовою молдовської редакції, яка була до XVII століття офіційною мовою церкви й держави, а також літературною мовою. Цією мовою створено значну релігійну та історичну літературу («Житіє святого Іоанна Нового» та проповіді Григорія Цамблака, ієрарха молдовської церкви в 1401—1403 роках; анонімні літописи XV—XVI століть, літописи Макарія, Євфимія, Азарія в XVI ст. та інші). Перша молдовська книга — «Казань» (тлумачення Євангелій) митрополита Варлаама (1590—1657) була видана в 1643 році. Наступник Варлаама митрополит Дософтей (1624-93) переклав молдовською мовою «Псалтир» у віршах.
З XV століття молдовська література зазнала потужного впливу латинської культури, провідниками якої були домініканці та францисканці, та південно-слов'янської культури Сербії та Болгарії. Перша половина XVII століття ознаменовує пробудженням національної свідомості серед румунів. Молдовський Господар Василе Лупу відкриває вищий навчальний заклад, кілька друкарень (з 1642 року), видає першу молдовську «Ухвалу» — закон, що надає ряд привілеїв великому поміщицькому класові.
У другій половині XV століття в Молдовському князівстві з'являється й розвивається історична література. Хроніки складалися за велінням і під наглядом господарів і були призначені для прославлення їхніх діянь. При дворі Стефана Великого була складена офіційна хроніка слов'янською мовою, оригінал якої не зберігся, проте її зміст зберігся в п'яти редакціях: Анонімна хроніка, Путнянський літопис (у двох списках), молдовсько-німецька хроніка, молдовсько-російська хроніка та молдовсько-польська хроніка. Всі редакції включають час правління Стефана Великого і відображають основний зміст оригіналу. Разом з тим в кожній з хронік існують також деякі відмінності й доповнення переписувачів.
Молдовська хронографія слов'янською мовою продовжувала розвиватися і в XVI століття тобто Хроніка єпископа Романа Макарія, складена за дорученням Петра Рареша, охоплює історичні події, що відбувалися між 1504—1551 роках. Ігумен Євфимій з Кепріанського Успенського монастиря продовжує працю Макарія, описуючи історію Молдовського князівства в період 1541—1554 роках. за дорученням Олександра Лепушняну. Події 1554—1574 роках. були описані в хроніці ченця Азарія, учня Макарія, за указом Петра Кульгавого. Основна ідея хронік XVI століття — це ідея зміцнення центральної влади. Азаров був останнім представником школи придворних літописців.
Літописи Молдовського князівства висвітлюють епоху з XIV по XVIII століття. У них описується діяльність окремих князів і монастирів, що реперзентували християнську культуру того часу. З XVII століття літописання початок вестися молдовською мовою. Відомі літописці Григорій Уреке (90-і роки XVI століття-1647), Мирон Костін (1633—1691), Іон Некулче (1672—1746).
На рівень тодішньої європейський науки молдовська історіографія піднялася у творах Дмитра Кантемира. Дмитро Кантемір був автором найповнішої протягом двох століть історії турків. Його «Історія зростання і занепаду Османської імперії» (1714) була перекладена багатьма європейськими мовами. Цінним у історичному, етнографічному та географічному плані є «Опис Молдавії», написаний Кантемиром в 1716.

### Новий час
Лише в кінці XVIII-початку XIX століття виникає світська література. В 1780 році вийшла граматика Самуеля Міку «Елементи дако-романської мови» (латинською мовою). Про соціальний рух початку XIX століття оповідає хроніка Алеку Белдімана «Tragodia sau mai bine a zice jalnica Moldovei întâmplare după răzvrătirea grecilor», у якій описується селянське повстання 1821 року. Широку популярність мають «Гайдуцький пісні», молдовська народна пісня («дойна»).
На початку XIX століття виступають письменники: Георге Асакі (засновник першої молдовської газети "Румунська бджола " у 1829), Олександру Донич, Аліку Руссо, Костянтин Стаматі, Богдан Петричейку Гашдеу, Михайло Когелнічану.
Когелнічану видає в Молдові журнал «Дачія літераре» (Літературна Дакія) та історичний журнал «Архіву роминяске» (Румунський архів), а в 1844 році разом з І. Гіке, Василе Александрі і Костянтином Негруцці випускає літературний журнал «Пропешіря» (Відродження), який через деякий час був закритий цензурою.
Константин Негруцці — засновник молдовської прози. Він брав активну участь в селянському повстанні 1821 року, втік до Бессарабію, де познайомився з Пушкіним.
У другій половині XIX століття молдовська література зазнає впливу французької літератури. Певний вплив на молдовську літературу мала також і німецька література.
У цьому часі розвивається творчість поета і драматурга Васіле Александрі (1821—1890), який був активним учасником національного руху за об'єднання Молдови та Волощини, учасником революції 1848 року, керівником журналів «Прогрес», «Літературна Дакія», засновником журналу «Літературна Румунія». У 1888 році Олена Севастос видає збірку «Кинтече молдовенеште» (Молдовські пісні). Націоналізм, естетизм, ідеалізація народної творчості характеризують Фольклорні збірники того часу. Представником традиційного крила є критик Тита Майореску, організатор консервативної партії. Популярний Богдан-Петричейку Гашдеу — редактор газети «Троян» та сатиричного журналу «Черіенок». Саме на цей час припадають найплідніші роки видатного румунського і молдовського поета Міхая Емінеску (1850—1889).
Молдовська література розвивається в руслі європейських традицій, оскільки завдяки близкості романських мов молдовські інтелектуали мали можливість читати в оригіналі найновіші тексти французької та італійської літератури.

### Довоєнний радянський період (Молдавська АРСР)
З 1926 році газета «Плугарул Рошу» («Червоний орач») приділяє спершу куточок молдовської літератури, а потім починає виходити «Паӂина літераре» (Літературна сторінка), перетворена з 1 травня 1927 року на журнал «Молдова літераре» (Літературна Молдова). У квітні 1927 організується спілка молдовських радянських письменників «Ресерітул» (Схід), Президентом був обраний Мозеш Кахана. У наприкінці 1931 року при спілці молдовських письменників створюються секції «Тінерімя» (Молодь) і «Уларф» (Локаф). У листопаді 1931 року журнал «Молдова літераре» реорганізується в політико-літературний та публіцистичний щомісячний журнал «Жовтнень» — орган Спілки письменників і соціолого-літературної секції Молдавського наукового комітету.
Серед письменників цього періоду виділялися Міхай Андріеску, Феодор Малай (Пхунел), Самуїл Рівіновіч Лехтцір, Леонід Юхимович Корняну, І. Марков, Анна Кириченко, Гроза Бабич.

### Бессарабія в складі Румунії
Участниками підпольного революційного руху й антифашистської боротьби в Бессарабії були письменники Єміліан Буков (1909—1984) і Андрій Лупан (1912—1992). Цікаві збірки віршів Букова «Мова сонця» (1937) і «Китай» (1938). На цей період припадає початок літературної діяльності й інших письменників: Джордже Менюка (1918—1987), Б. Істру (1914—1993), Т. Ненчева (1913—1941), Лівіу Деляну (1911—1967), Н. Костенко (нар. 1913), А. Робота (1916—1941), Г. Адама (1914—1946), Віри Панфіл (1905—1961), Д. Вєтрова (1913—1952) та інших.

### Післявоєнний радянський період (Молдавська РСР)
У післявоєнні роки переважно розвивається література так званого соціалістичного реалізму, покликана прославляти «здобутки» радянської влади й засуджувати її ворогів. Незважаючи на ідеологічні утиски у цей час молдовська література все-таки змогла створити низку творів, значимість яких не викликає сумнівів і в XXI столітті.
Типовими зразками літератури соцреалізму можна назвати великі епічні твори-поеми «Андрієш» (1946) та «Країна моя»(1947) Букова, «Забута село» (1940) та «Обличчям до обличчя» (1945) Лупана, «Погорна» (1947) і «Весна в Карпатах» (1955) Істру, «Пісня зорі» (1948) Менюка, «Безсмертна молодість» (1950) Делянов, «Слово матері»(1952) Крученюка.
На ці роки припадає творчість поетів П. Дарієнка, І. Л. Балцана (нар. 1923), В. Рошко (нар. 1925), К. Кондра (нар. 1920), П. І. Задніпру (нар. 1927), А. Бусуйок (нар. 1928), А. М. Гужеля (нар. 1922), В. Телеуке (нар. 1933), Г. Вієру (нар. 1935). П. Боцу (нар. 1933), А. Чіботару (нар. 1935), Е. Лотяну (нар. 1936), Л. Даміана (нар. 1935) та ін
Серед прозових творів того часу варто згадати «Листя смутку» (1957) Іона Друце (нар. 1928), «Кодри» (книги 1-2, 1954-57) І. Чобану (нар. 1927), «Нижня окраїна» (1962) Шляху, «Люди і долі» (1958) А. Шаларь (нар. 1923), «Вітер в обличчя» (1957) Анни Лупан (нар. 1922), «Заметіль» (1960) Є. Даміан (нар. 1924), «Один перед обличчям любові» (1966) Бусуйок, «Крик стрижа» (1966) Володимира Бешляге (нар. 1931) та ін. Розвиваються жанри нарису і оповідання, з якими виступають багато хто з названих письменників, а також Менюк, Буків, Рошка, В. Малєва (нар. 1926), Василе Васілаке (нар. 1926), А. Маринат (нар. 1924), Р. Лунгу (нар. 1928) та ін.
У розвитку драматургії чільне місце посідають п'єси «Світло» (1948) Лупана, «Вируючий Дунай» (1957) Букова, «Колесо часу» (1959) Анни Лупан, «Літають пташки» (1957) Р. Кравця (1908—1965), «Гіркота любові» (1958) Корняну, «Каса маре» (1960) і «Птахи нашої молодості» (1972) Іона Друце, «Діти і яблука» (1961) К. Кондря, п'єси Г. Маларчука (нар. 1934), Бусуйок, І. Подоляни (нар. 1929) та ін.
У 1960-1970-х роках з'являється чимало цікавих, хоча й не позбавлених нальоту соцреалізму творів поезії та прози. Серед них роман «Мости» (1965) Чобану, 1-а ч. роману «Тягар нашої доброти» (1968; під назвою «Степові балади», 1963) Друце, збірки віршів «День справжній, день прийдешній» (1965) Букова, «Закон гостинності» (1966) Лупана, " Материки " (1966) Боцу, «Коріння» (1966) Л. Даміана, «Вірші» (1965) Г. П. Вієру, «Оленячий острів» (1966) Віктора Телеуке, «Сходи» (1970) А. Чіботару та ін
Відносно великими накладами видаються молдоавські письменники-класики. Хоча більшість перекладів зарубіжної літератури в СРСР здійснювалося російською мовою й видавалося центральними московськими видавництвами, деякі важливі твори вийшли друком і в молдовському перекладі. Та насамперед з ідеологічних причин підтримувалися переклади молдовською мовою творів російської літератури, й так званих «літератур народів СРСР». В галузі перекладу працювали І. Крецу (нар. 1922), Александру Козмеску (нар. 1922), П. Старостін (нар. 1924), Ю. Баржанскій (нар. 1922) та ін.
Видавалися книги гагаузьких літераторів Д. Карачобана (нар. 1933) та Д. Танасоглу (нар. 1922).
1940 року за зразком заідеологізованої та заієрархізованої Спілки письменників СРСР була створена Спілка письменників Молдавської РСР.

### Республіка Молдова
Здобувши незалежність, Молдова стала самостійно виробляти свою культурну політику. Значно поглибилися культурні й зокрема літературні зв'язки з сусідньою Румунією. У Молдові виникли нові літературні журнали, як-от «Котрафорт», які намагалися заповнити численні лакуни з часів СРСР й скерувати молдовську літературу до європейських традицій. Саме завдяки новим журналам і видавництвам на кшталт «Картієр» утвердився статус румунської мови в Молдові, а більшість письменників уважають себе румунськими письменниками. Однак складне економічне становище Молдови ускладнює повноцінний розвиток видавничої та книгорозповсюджувальної інфраструктури.